# Alexander Alexandrowitsch Rasborow
Alexander Alexandrowitsch Rasborow (russisch Александр Александрович Разборов, englische Transliteration Alexander Razborov; * 6. Februar 1963 in Belowo) ist ein russischer Informatiker und Mathematiker.
Rasborow studierte 1980 bis 1985 an der Lomonossow-Universität (Fakultät für Mathematik und Mechanik) und nach dem Diplom von 1985 bis 1987 bei Sergei Adjan am Steklow-Institut, bei dem er 1987 promovierte (Über Systeme von Gleichungen in freien Gruppen). Danach war er Forscher am Steklow-Institut, ab 1991 als Leiter einer Arbeitsgruppe (Leading Researcher) und ab 2008 mit dem Titel Principal Researcher. 1991 erhielt er den russischen Doktorgrad (Untere Grenzen in der Booleschen Komplexität). Seit 2008 ist er Andrew McLeish Distinguished Service Professor in der Fakultät für Informatik der University of Chicago. 1999 bis 2000 war er Gastwissenschaftler an der Princeton University und 1993 bis 1994 und 2000 bis 2008 war er am Institute for Advanced Study (2003 bis 2008 als Gastprofessor). In Teilzeit ist er auch (2012) noch am Steklow-Institut sowie am Toyota Technological Institute in Chicago.
1990 erhielt er den Nevanlinna-Preis für seine Methode, untere Grenzen für die Schaltkreiskomplexität (Boolean Circuit Complexity) zu finden. Er zeigte, dass die Lücke in der Schaltkreiskomplexität zwischen monotonen Booleschen Funktionen (solche aufgebaut aus logischen und, oder und Identität, nicht mit Negation) und nicht-monotonen Super-polynomial sein kann (von Noga Alon/R. B. Boppana und Éva Tardos auf exponentiell verbessert).
2007 erhielt er mit Steven Rudich den Gödel-Preis für ihre Arbeit Natural Proof, die zeigte, dass Schaltkreiskomplexitätsmethoden zur Bestimmung einer Untergrenze der Komplexität eines Problems wahrscheinlich nicht geeignet sind, das P-NP-Problem zu lösen. Dabei isolierten sie eine gemeinsame Eigenschaft dieser Schaltkreiskomplexitäts-Verfahren, die sie Natural Proof nennen. Sie zeigten, dass ein Natural Proof-Beweis für das P=NP-Problem zur Folge hätte, dass keine Pseudozufallsgeneratoren existieren, was aber allgemein angenommen wird. Weiter zeigten sie, dass es keine Natural Proof-Beweise dafür gibt, dass einige bekannte kryptographische Probleme NP-schwer sind (wie die Faktorisierung ganzer Zahlen oder das Problem des diskreten Logarithmus). Die Arbeit von Razborov und Rudich war ein wichtiger Fortschritt im P=NP-Problem, einem der Clay-Probleme, der zeigte, dass man in neuen Richtungen nach der Lösung suchen musste.
In der extremalen Graphentheorie erzielte er Teilresultate beim Cliquen-Dichte-Problem von László Lovász und Miklós Simonovits (allgemein gelöst 2016 von Christian Reiher).
Seit 2000 ist er korrespondierendes Mitglied der Russischen Akademie der Wissenschaften. 2000 hielt er die Tarski Lectures. Seit 1993 ist er Mitglied der Academia Europaea. 1998 hielt er die Paul Erdős Lectures in Jerusalem und die Coxeter Lectures beim Fields Institute in Toronto. 1986 war er Invited Speaker auf dem ICM in Berkeley (Lower bounds for monotone complexity of boolean functions). 2010 war er Gödel-Lecturer.
2013 erhielt er den David P. Robbins Prize der American Mathematical Society für seine Arbeit On the minimal density of triangles in graphs und für die Einführung von Flaggen-Algebren (Flag Algebras) als mächtige neue Methode in die extremale Kombinatorik. Rasborow löste damit ein altes lange offenes Problem der extremalen Kombinatorik, die Frage nach der minimalen Anzahl von Dreiecken in Graphen mit n Ecken und m Kanten.
2020 wurde Rasborow in die American Academy of Arts and Sciences gewählt.

## Schriften (Auswahl)
Außer die in den Fußnoten zitierten Arbeiten:
- Lower bounds on monotone complexity of the logical permanent. In: Mathematical Notes of the Academy of Sciences of the USSR. Band 37, 1985, S. 485–493, doi:10.1007/BF01157687.
- On the method of approximations. In: Proceedings of the Twenty First Annual ACM Symposium on Theory of Computing. Seattle, Washington, May 15–17, 1989. ACM Press, New York NY 1989, ISBN 0-89791-307-8, S. 167–176, doi:10.1145/73007.73023.
- The {\displaystyle \mathbf {P} }{\displaystyle {\stackrel {\text{?}}{=}}}{\displaystyle \mathbf {NP} }-Problem: A View from the 1990s. In: Andrej A. Bolibruch, Yurii S. Osipov, Âkov G. Sinai (Hrsg.): Mathematical Events of the Twentieth Century. Springer u. a., Berlin u. a. 2006, ISBN 3-540-23235-4, S. 331–346, doi:10.1007/3-540-29462-7_16.
- Flag Algebras. In: The Journal of Symbolic Logic. Band 72, Nummer 4, 2007, S. 1239–1282,  doi:10.2178/jsl/1203350785.